# Koppelstraat (Bredevoort)

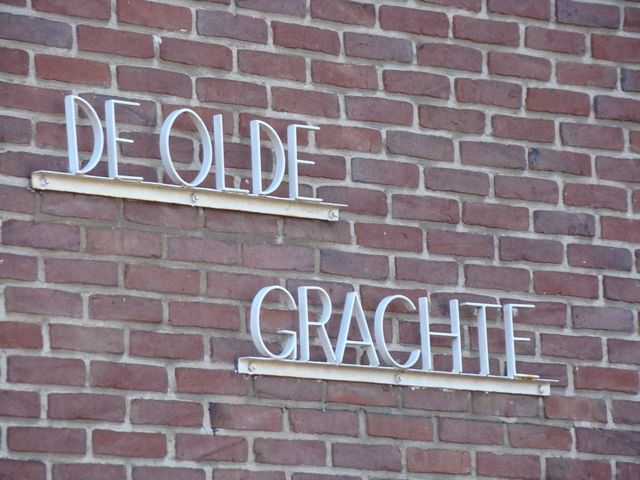
Een huis in de naastgelegen Schoolstraat

De Koppelstraat is een straat in het historisch centrum van Bredevoort. De straat begint als zijstraat van de Landstraat en loopt dan geheel door tot aan de Winterswijksestraat waar de Schaarsbeek stroomt.

## Geschiedenis
Vroeger eindigde de Koppelstraat ter hoogte waar tegenwoordig de Georgiuskerk staat, tegen de stadsmuur. Ter hoogte van de ingang voor de kerk lag een groot rondeel, daar vertakte de straat in de "Achterstraat" (tegenwoordig Kerkstraat), Officierstraat en 't Walletje. Na de ontmanteling van de Vestingwerken van Bredevoort werd de Koppelstraat verlengd en doorgetrokken. Het stuk tussen de Sint Georgiuskerk en de Tolhuisweg heette vroeger Koppeldijk. Men is geneigd te denken dat de "koppeling" van deze straat naar buiten de naam verklaard. Het tegendeel is waar, de naam is afkomstig van de veldnaam De Koppele een gemeenschapsweide die in het Zwanenbroek lag. Ook de Koppelkerk is hiernaar vernoemd.

### Geweldigerstraat
Voorheen heette de Koppelstraat de Geweldigerstraat. Deze was genoemd naar Jan Boussemans, die in het begin van de 17e eeuw aan deze straat woonde. Hij was geweldiger. Op 27 augustus 1660 wordt de Geweldigerstraat voor het eerst als zodanig vermeld in de aktes. Op die datum verkoopt Anneken Adams, de vrouw van Coort Berentjes, korporaal onder de compagnie van kapitein Ploos, een derde deel van hun huis aan de Geweldigerstraat aan Claes Stick en Marie Schaers. Voor 1660 stond de straat bekend als de "Oude Gracht" of Olde Grafte.